# Luiz Paulo Kowalski
Luiz Paulo Kowalski (, 16 de agosto de 1956) é um médico brasileiro, formado pela Universidade Federal do Paraná (UFPR), otorrinolaringologista, cirurgião oncológico de cabeça e pescoço, pesquisador e professor universitário.
Oriundo de uma família de imigrantes italianos e poloneses, desde 2019, é Professor Titular de Cirurgia de Cabeça e Pescoço da Faculdade de Medicina da Universidade de São Paulo (FMUSP) e atualmente é diretor do Centro de Referência em Tumores de Cabeça e Pescoço do A.C.Camargo Cancer Center, após dirigir por 30 anos o Departamento de Cirurgia de Cabeça e Pescoço da instituição.
Kowalski é uma das principais autoridades mundiais em câncer de cabeça e pescoço e já tratou diversas personalidades da política, como o presidente Luís Inácio Lula da Silva, que teve um câncer de faringe em 2011. Ele é responsável por 70% dos pacientes estrangeiros que buscam cirurgia de câncer junto ao hospital A.C. Camargo, em São Paulo.
Em 2020, Luiz Paulo Kowalski foi considerado um dos top 100 mil cientistas do mundo, no ranking realizado pela revista científica Journal PLOS Biology.

## Carreira
Luiz Paulo Kowalski fez a sua graduação em Medicina pela Universidade Federal do Paraná em 1979. Nos anos 80, mudou-se para a cidade de São Paulo e realizou por 3 anos uma residência médica em cirurgia oncológica no A.C.Camargo Cancer Center; posteriormente realizou um Programa de Fellowship de um ano em cirurgia de cabeça e pescoço no Hospital Heliópolis, em São Paulo.
Luiz Paulo concluiu o mestrado em 1986 e o doutorado em 1989, ambos em Otorrinolaringologia, na Escola Paulista de Medicina, em São Paulo. Durante o período do doutorado, Kowalski fez estágio como bolsista CNPq no Head and Neck Service do Memorial Sloan Kettering Cancer Center.
Atualmente, é Professor Livre-Docente em Oncologia pela Faculdade de Medicina da Universidade de São Paulo (USP). Em abril de 2019, ele foi nomeado Professor Titular da Disciplina de Cirurgia de Cabeça e Pescoço da Faculdade de Medicina da Universidade de São Paulo. Kowalski atua na formação de alunos de graduação, residentes, bolsistas e alunos de pós graduação (MS, PhD e Pós-doutorado) da Fundação Antônio Prudente, da Faculdade de Medicina da Universidade de São Paulo (FMUSP) e Faculdade de Odontologia de Piracicaba (FOP-UNICAMP). É também o atual coordenador do Laboratório de Cirurgia de Cabeça e Pescoço.
Autor sênior, Kowalski já publicou mais de 850 artigos científicos, sendo 690 em revistas internacionais indexadas, além de escrever 150 capítulos de livros e editar 13 livros. O trabalho de Luiz Paulo Kowalski já recebeu mais de 20 mil citações na Web of Science.

## Vida pessoal
Em 2007, Kowalski passou de médico para paciente: foi diagnosticado com um tumor benigno na região da parótida, uma lesão do nervo facial dentro da glândula salivar. Todo o procedimento cirúrgico para retirada do tumor e reconstrução foi realizado pela própria equipe do A.C.Camargo Cancer Center a qual  coordenava.

## Livros publicados
- CHAVES, A. L. F.; MARTA, G. N.; KOWALSKI, L. P. . Manual de oncologia em cabeça e pescoço: suporte e reabilitação. 1. ed. Belo Horizonte: Coopmed, 2022. v. 1.
- KOWALSKI, L P; CHAVES, ALINE LAUDA FREITAS; MARTA, G. N. . Manual de oncologia em cabeça e pescoço. 1. ed. São Paulo: Esfera Científica Editora e Publicidade, 2021. v. 1. 312p .
- LOPES, A.; COSTA, A. C. M.; SOARES, F. A.; GUIMARÃES, G. C.; IYEAYASU, H.; KOWALSKI, L. P. . Manual de condutas diagnósticas e terapêuticas em oncologia.. 4. ed. São Paulo: Âmbito Editores, 2017. v. 1. 444p .
- KOWALSKI, L. P.; NOVELLI, J. L. . Carcinoma papilar de tiroides. Rosario: UNR Editora? Editorial de la Universidad Nacional de Rosario, 2010. 435p .
- PARISE JÚNIOR, O.; KOWALSKI, L. P.; LEHN, C. N. . Câncer de cabeça e pescoço: diagnóstico e tratamento. 1. ed. São Paulo: Âmbito Editores, 2008. 275p .
- KOWALSKI, L. P.; GUIMARÃES, G. C.; SALVAJOLI, J. V.; FEHER, O.; ANTONELI, C. B. G. . Manual de condutas diagnósticas e terapêuticas em oncologia. 3. ed. São Paulo: Âmbito Editores, 2006. v. 1.
- BRENTANI, M. M.; COELHO, F. R. G.; KOWALSKI, L. P. . Bases da oncologia. 2. ed. São Paulo: Lemar, 2003. v. 1.
- KOWALSKI, L. P.; CARVALHO, A. L.; MAGRIN, J.; IKEDA, M. K.; VARTANIAN, J. G. . Manual de condutas em cirurgia de cabeça e pescoço. São Paulo: Lemar, 2003. v. 1. 85p .
- KOWALSKI, L. P.; ANELLI, A.; SALVAJOLI, J. V.; LOPES, L. F. . Manual de condutas diagnósticas e terapêuticas em oncologia. 2. ed. São Paulo: Âmbito Editores, 2002. v. 01.
- CARRARA-DE ANGELIS, E.; FÚRIA, C. L. B.; MOURÃO, L. F.; KOWALSKI, L. P. . A atuação da fonoaudiologia no câncer de Cabeça e Pescoço. São Paulo: Lovise, 2000. v. 1.
- KOWALSKI, L. P.. Cirurgia de Cabeça e Pescoço. Rio de Janeiro: Revinter, 2000.
- SHAH, J. P.; KOWALSKI, L. P. . Cirurgia de cabeça e pescoço. 2. ed. São Paulo: Revinter, 2000.
- KOWALSKI, L. P.; DIB, L. L.; IKEDA, M. K.; ADDE, C. . Prevenção, diagnóstico e Tratamento do Cancer Bucal. São Paulo: Frontis Editorial, 1999.
- KOWALSKI, L. P.. Manual de condutas diagnósticas e Terapeuticas em Oncologia. São Paulo: Âmbito Editores, 1996. v. 1.
- KOWALSKI, L. P.. Manual de detecções de lesões suspeitas. 1. ed. Rio de Janeiro: Instituto Nacional do Cancer, 1992. v. 1. 47p .